# Love Torture
「Love Torture」（ラブ・トーチャー）は、西城秀樹の81枚目のシングル。2000年4月26日にユニバーサル・ポリドールから発売された。

## 解説
- 西城が自ら本作のジャケットとプロモーション・ビデオのプロデュースを手がけた。

## 収録曲
1. Love Torture [4:41]
作詞：m.c.A・T／作曲・編曲：AKIO TOGASHI
2. TEQUILA [3:52]
作詞：TOSHINUKI HANIWA／作曲・編曲：MASAKI
3. Love Torture（T.Y.P.Remix） [4:46]
4. Love Torture（オリジナル・カラオケ） [4:41]
5. TEQUILA（オリジナル・カラオケ） [3:52]